# Чистяков, Алексей Валентинович
Алексей Валентинович Чистяков (1962, Ленинград — 2012, Санкт-Петербург) — российский художник-абстракционист.

## Биография
Родился 1 июля 1962 года в Ленинграде.
С 1978 по 1982 год учился в Ленинградском Художественном Училище имени В. А. Серова на факультете реставрации.
С 1984 по 1989 год учился в Ленинградском Высшем Художественно-промышленном Училище им. В. И. Мухиной, на факультете текстиля.
В 1980-х годах работал реставратором в Эрмитаже.
В 1991-92 годах работал в Мюнхене (Германия) над созданием серий работ для трех персональных выставок в Германии и Англии.
С 1992 года — член секции монументальной живописи Союза Художников России, с 1993 — член товарищества «Свободная культура» на Пушкинской 10.
Участник выставок с 1982 года.
С 1989 по 2012 годы мастерская художника находилась в Доме художников на Пушкинской, 10 в Санкт-Петербурге.
Работы художника находятся в собрании Государственного Русского Музея и в частных коллекциях в России, Германии, Америке, Австралии, Непале.
Творческое наследие художника включает в себя более 300 картин, сотни эскизов к картинам (в карандаше и цвете), новаторские теории и техники живописи.
Алексей Чистяков создал свой изобразительный язык, основой которого является авторское изобретение художника — техника «двойного холста», многослойная масляная живопись (от 5-ти до 25-ти слоев) и авторские техники живописи.
«Двойной холст» — это когда на холст наносится краска, потом накладывается мешковина и далее идет письмо. Краска, высыхая, приклеивает мешковину", — рассказывал художник.
В ранний период творчества (1980-е) художник экспериментировал с разными стилями живописи и цветом, а также, как он сам признавался, основное влияние на раннем этапе на него оказало творчество художников Павла Филонова, Василия Кандинского и Марка Шагала.
Во втором периоде творчества, 1990—1998, уже выработался узнаваемый почерк художника — стиль художника Чистякова. Это монументальная, беспредметная, многослойная, фактурная, масляная живопись, иногда с абстрактными фрагментами.
Искусствовед Глеб Ершов, куратор 4-х выставок Алексея Чистякова, рассказывал: «Удивительно, но он не считал себя абстракционистом. Алексей говорил, что холст это его реальность, размышлял много об абстракции и её предназначении. Да, он замечал неоднократно, что его работы не абстракции. Это реальная жизнь, отношения, отношения, протекающие в нём».
Свои картины Алексей Чистяков писал по несколько лет и подписывал их только, когда считал, что картина полностью закончена, то есть ставя свою подпись, он как бы ставил точку в конце своего высказывания. После смерти художника осталось множество незаконченных картин, на которых нет его подписи.
В 2000-х годах художник создал несколько масштабных серий работ, «Охра-земля» (2001), «Непроявленное» (2007), Цифры (2010) и «Архив» (2013). Все четыре серии представляют разные подходы художника к применению живописной семантики: в первых двух сериях — в беспредметной живописи, в последнем — абстрактной, где «кульминацией» этого подхода является серия «Цифры», которая была показана на персональной выставке Алексея Чистякова (2010), AL Gallery.
Серия «Цифры» включала в себя живопись, объекты и видеоинсталляцию. На картинах были изображены текстовые сообщения закодированные числовыми знаками — цифрами, объекты также были в форме цифр. Одновременно, на стенах выставочных залов, в которых проводилась выставка экспонировался созданный художником цифровой алфавит — каждой букве русского алфавита соответствовал порядковый номер — от 1 до 33-х, например, буква «А а» — 1, «Б б» — 2, и т. д. По замыслу автора, зрители сами, при желании, могли расшифровать сообщение, изображенное на картине.
Цифры на картинах — разной высоты, цвета и наклона: таким образом художник решает несколько задач — эстетических и философских. Здесь и отсылка к смыслу «автоматического письма» в русском авангарде, и к одному из основных принципов эстетики — мимесису, соответственно, — к учению пифагорейцев и Платону о подражании искусства действительности и «Что тут подразумевается под подражанием, показывает контекст. Ибо речь идет о подражании, заключающемся в том, что вселенная, наш небесный свод, а также звуковые гармонии тонов, слышимые нами, удивительнейшим образом выражаются в числовых соотношениях. „В нём чудо того порядка, который мы именуем космосом“. Это, одновременно и виртуозная игра художника с фигуративным, абстрактным и беспредметным — цифры, являясь, визуально, фигуративными изображениями, на самом деле являются „символами наивысшей абстракции“, причем, в контексте беспредметного фона картины. Соответственно, в целом, это беспредметная живопись, то есть художник вносит очевидный вклад в решение задачи, которую ставил перед беспредметным искусством В. Кандинский — снятие „экрана“ для зрителя, отделяющего внутренний мир художника от внешнего — предметного, а также это высказывание художника о мире вокруг нас, который мы, традиционно, считаем единственно верной реальностью — „мир есть то непредметное, чему мы подвластны“, по выражению Хайдеггера.
Фразы или слова, которые зашифрованы в картинах и объектах серии „Цифры“ звучат, как заглавия стихотворений авангардной поэзии. Например, „Ты моя тысяча лет Даная“, „Крылья же внутри“, „Полеты во сне“, „Счастье“, „Даная“, „Они“. Но это и есть поэзия, а не заглавия: поэзия, сведенная в „точку и линию“ по теории Кандинского и помещенная в контекст беспредметной живописи, то есть внутреннего мира художника, что открывает зрителю, как считал Кандинский, путь к „способности внутренне переживать“, и это переживание возвышает душу до „способности к вибрированию“.
Алексей Чистяков умер 11 сентября 2012 года, в своей квартире на Васильевском острове, в Санкт-Петербурге. Похоронен на Смоленском кладбище в Санкт-Петербурге.

## Персональные выставки
Избранные выставки и проекты художника Чистякова
- 1990 Персональная выставка в рамках фестиваля неигрового кино. „Дом кино“, Ленинград
- 1991 Персональная выставка живописи. Мюнхен, Германия; художественные акции в Англии (Лондон, Доридж)
- 1992 Персональная выставка, проект „Роза мира“. Розенхайм, Германия
- 1994 Персональная выставка в „Галерее 21“, Пушкинская, 10, Санкт-Петербург
- 1995 Проект „Возвращение в будущее“, грант Фонда Сороса
- 1998 Персональная выставка „Метаморфозы цвета“, галерея „XXI век“, Санкт-Петербург
- 1999 Персональная выставка „ЛЕТНЯЯ практика“, „Art-Poligon“, Пушкинская, 10, Санкт-Петербург; представляет современное искусство России на аукционах, проводимых международной Интернет-Галереей ArtLink@SOTHEBY’S
- 2000 Создание и развитие проекта „СТРИЖ“ (Современные технологии русской иконической живописи)
- 2001 Проект „ОХРА — ЗЕМЛЯ“, галерея „Navicula Artis“, персональная выставка в рамках проекта „Абстракция в России. XX век“. Государственный Русский Музей.
- 2002 Проект „Тело“, галерея „На Гороховой“; Участие в международном фестивале „Мастер-Класс“, проекты „ОХРА — ЗЕМЛЯ“, „Тело“, Манеж, СПб; „Картины последнего периода из Санкт-Петербурга, Россия“, тур по США 7 художников товарищества „Свободная культура“
- 2003 „Время — жизнь“, персональная выставка в Музее нонконформистского искусства, СПб; „Искусство против наркотиков“, акция на международном музыкальном фестивале „Окна открой“, Стадион им. Кирова, СПб; „На границе“, российско-шведско-финский проект в галерее Стокфорс, Котка, Финляндия
- 2004 Персональная выставка живописи в галерее „Bella Casa“, СПб
- 2005 Выставка живописи, мастер-класс в г. Эйсберг, Дания
- 2007 „Непроявленное“. Галерея „Альбом“ (AL Gallery), Санкт-Петербург
- 2010 „Цифры“. Галерея AL Gallery, Санкт-Петербург
- 2013 „Архив“. Галерея AL Gallery, Санкт-Петербург. Выставка-ретроспектива. Галерея AL Gallery, Санкт-Петербург

## Цитаты
- Любопытно, что Алексей Чистяков — виртуоз абстракции, художник, до тонкостей изучивший все прихоти живописной фактуры, волшебную природу красочной поверхности, гурман беспредметности и философ, открывающий смыслы в нюансах подвижной монотонности своих полотен, — сам не считал себя абстракционистом. Подобно своим великим предшественникам — Поллоку, Ротко, Ньюману — он постепенно отошёл от юношеской яростной избыточности, безудержной стихии краски, счастливой неофитской дерзости своего героического сквотского периода мастерской на Пушкинской и вышел к возможности создания работы точным экономным жестом. Впоследствии дзэн-буддистское медитативное погружение в красочную плотность холста, упоительное варьирование одного и того же приема уступили место конкретике сегодняшней компьютерной реальности, когда случайная комбинация цифр неожиданно оборачивается тайным смыслом, зашифрованным посланием. Отныне поверхность его холста становится полем сопряжения и выявления бесконечных возможностей двух базовых начал видения окружающего мира — абстрактного и фигуративного, а живопись выходит из пространства чистой эстетики и эзотерики в пространство языка, знаковая природа которого ясна и определена. — Глеб Ершов — 2013[12]